# Ајторф
Ајторф (њем. Eitorf) општина је у њемачкој савезној држави Северна Рајна-Вестфалија. Једно је од 19 општинских средишта округа Рајн-Зиг. Према процјени из 2010. у општини је живјело 19.615 становника. Посједује регионалну шифру (AGS) 5382016, NUTS (DEA2C) и LOCODE (DE EIF) код.

## Географски и демографски подаци
Ајторф се налази у савезној држави Северна Рајна-Вестфалија у округу Рајн-Зиг. Општина се налази на надморској висини од 95 метара. Површина општине износи 69,9 km². У самом мјесту је, према процјени из 2010. године, живјело 19.615 становника. Просјечна густина становништва износи 281 становника/km².

## Међународна сарадња
| Мјесто    | Држава               | Врста сарадње | Од    |
| --------- | -------------------- | ------------- | ----- |
| Бушен     | Француска            | партнерство   | 1974. |
| Хејлсворт | Уједињено Краљевство | партнерство   | 1994. |
| Извор     |                      |               |       |